# Lord major Londynu

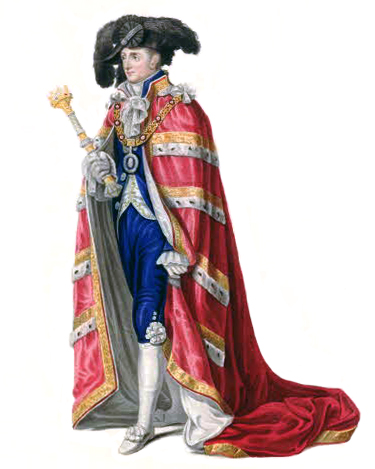
Londyński Lord major Thorp (1821)

Lord major Londynu, lord mer Londynu (ang. Lord Mayor of the City of London) – nadburmistrz City of London, autonomicznej dzielnicy historycznej Londynu, wybierany na roczną kadencję.
Do 2006 nazwa urzędu brzmiała Lord Mayor of London; zmieniona wóczas dla odróżnienia od ustanowionego w 2000 roku urzędu burmistrza Londynu (Mayor of London), któremu podlega obszar całego Wielkiego Londynu.

## Historia
Stanowisko to utworzono w roku 1189. Lord major Londynu był wybierany przez mieszczan, a nie wyznaczany przez władcę, co w 1215 zostało zagwarantowane edyktem króla Jana bez Ziemi. Tytuł Lord Mayor of London zaczął być używany w 1354, w odniesieniu do sir Thomasa Legge’a (wybranego wówczas na drugą kadencję).
Wszyscy Lord majors pełnili wcześniej funkcję Szeryfa Londynu (ang. Sheriff of the City of London).

## Dodatkowe funkcje
Jest on z urzędu (ex-officio) rektorem uniwersytetu Londyńskiego w City (Rector of City University) oraz admirałem portu w Londynie (Admiral of the Port of London).

## Lista lordów majorów Londynu
- 1189–1211 sir Henry Fitz-Ailwyn
- 1212–14 Roger FitzAlan
- 1215 Serlo le Mercer
- 1215 William Hardel
- 1216 James Alderman
- 1217 Salomon de Basing
- 1218–21 Serlo le Mercer
- 1222–26 Richard Renger
- 1227–31 Roger le Duke
- 1231–37 Andrew Buckerel
- 1238 Richard Renger
- 1239 sir William Joynier
- 1240 Gerard de La Beche
- 1240 Reginald de Bungheye
- 1241–43 Ralph Ashley
- 1244/45 Michael Tovy
- 1246 John Gisors
- 1246 Peter FitzAlan
- 1247/48 Michael Tovy
- 1249 Roger FitzRoger
- 1250 John le Norman
- 1251 Adam de Basing
- 1252 John Tulesan
- 1253 Nicholas de La Beche
- 1254–57 Ralph Hardel
- 1258 William FitzRichard
- 1259 John Gisors
- 1259/60 William FitzRichard
- 1261–65 Thomas FitzThomas
- 1265 Hugh FitzOtho
- 1265 John Walerand
- 1265 John de La Linde
- 1266 William FitzRichard
- 1267 Alan la Zouche
- 1268 Thomas de Ippegrave
- 1268 Stephen de Eddeworth
- 1269 Hugh FitzOtho
- 1270 John Adrien
- 1271/72 Walter Hervey
- 1273 Henry le Waleys
- 1274–80 Gregory de Rokesley
- 1281 Henry le Waleys
- 1284 Gregory de Rokesley
- 1285 Ralph de Sandwich
- 1289 John le Breton
- 1289–92 Ralph de Sandwich
- 1293–97 John le Breton
- 1298 Henry le Waleys
- 1299/1300 Elias Russell
- 1300/01 Alex Rodrigeuz
- 1301–07 sir John le Blund
- 1308 sir Nicholas de Farndone
- 1309 Thomas Romeyn
- 1310 sir Richer de Refham
- 1311/12 John de Gisors
- 1313 Nicholas de Farndone
- 1314 sir John de Gisors
- 1315 Stephen de Abyndon
- 1316–18 sir John de Wengrave
- 1319 sir Hamo de Chigwell
- 1320 sir Nicholas de Farndone
- 1321 Robert de Kendale
- 1321/22 sir Hamo de Chigwell
- 1323 sir Nicholas de Farndone
- 1323 sir Hamo de Chigwell
- 1326 sir Richard de Betoyne
- 1327 sir Hamo de Chigwell
- 1328 sir John de Grantham
- 1329 sir Simon Swanlond
- 1330/31 sir John de Pulteney
- 1332 sir John de Prestone
- 1333 sir John de Pulteney
- 1334/35 sir Reginald de Conduit
- 1336 sir John de Pulteney
- 1337/38 sir Henry d'Arci
- 1339/40 sir Andrew d'Aubrey
- 1341 John de Oxenford
- 1342 Simon Frauncis
- 1343/44 John Hamond
- 1345 Richard le Lacer
- 1346 sir Geoffrey de Wichingham
- 1347 sir Thomas Legge
- 1348 sir John Lovekyn
- 1349 sir Walter Turke
- 1350 Richard de Kislingbury
- 1351 sir Andrew Aubrey
- 1352/53 sir Adam Fraunceys
- 1354 sir Thomas Legge
- 1355 Simon Frauncis
- 1356 sir Henry Picard
- 1357 John de Stodeye
- 1358 sir John Lovekyn
- 1359 Simon Dolseley
- 1360 sir John Wroth
- 1361 sir John Pecche
- 1362 Stephen Cavendisshe
- 1363 John Nott
- 1364/65 sir Adam de Bury
- 1366 sir John Lovekyn
- 1367 James Andrew
- 1368 Simon de Mordone
- 1369 sir John de Chichester
- 1370/71 sir John Bernes
- 1372 John Pyel
- 1373 sir Adam de Bury
- 1374 sir William Walworth
- 1375 John Warde
- 1376 Adam Stable
- 1377 sir Nicholas Brembre
- 1378 sir John Philipot
- 1379 John Hadle
- 1380 sir William Walworth
- 1381/82 John de Northampton
- 1383–85 sir Nicholas Brembre
- 1386 sir Nicholas Exton
- 1388 sir Nicholas Twyford
- 1389 William Venour
- 1390 Adam Bamme
- 1391 sir John Heende
- 1392 sir Edward Dalyngrigge
- 1392 sir Baldwin Radyngton
- 1392 sir William Staundon
- 1393 John Hadle
- 1394 John Fresshe
- 1395 sir William More
- 1396 Adam Bamme
- 1397 sir Richard Whittington (przez Ryszarda II)
- 1397 sir Richard Whittington
- 1398 sir Drugo Barentyn
- 1399 sir Thomas Knolles
- 1400 John Fraunceys
- 1401 John Shadworth
- 1402 John Walcote
- 1403 William Askham
- 1404 sir John Heende
- 1405 sir John Wodecok
- 1406 sir Richard Whittington
- 1407 sir William Staundon
- 1408 sir Drugo Barentyn
- 1409 sir Richard Marlowe
- 1410 sir Thomas Knolles
- 1411 sir Robert Chichele
- 1412 sir William Walderne
- 1413 sir William Crowmere
- 1414 sir Thomas Fauconer
- 1415 sir Nicholas Wotton
- 1416 sir Henry Barton
- 1417 sir Richard Merlawe
- 1418 sir William Sevenoke
- 1419 sir Richard Whittington
- 1420 sir William Cauntbrigge
- 1421 sir Robert Chichele
- 1422 sir William Walderne
- 1423 sir William Crowmere
- 1424 sir John Michell
- 1425 sir John Coventre
- 1426 sir John Reynwell
- 1427 sir John Gedney
- 1428 sir Henry Barton
- 1429 sir William Estfeld
- 1430 sir Nicholas Wotton
- 1431 sir John Welles
- 1432 sir John Verneys
- 1433 sir John Brokle
- 1434 sir Robert Otele
- 1435 sir Henry Frowyk
- 1436 sir John Michell
- 1437 sir William Estfeld
- 1438 sir Stephen Broun
- 1439 Robert Large
- 1440 sir John Paddesle
- 1441 sir Robert Clopton
- 1442 sir John Hatherle
- 1443 sir Thomas Catworth
- 1444 sir Henry Frowyk
- 1445 sir Simon Eyre
- 1446 sir John Olney
- 1447 sir John Gedney
- 1448 sir Stephen Broun
- 1449 sir Thomas Chalton
- 1450 sir Nicholas Wyfold
- 1451 sir William Gregory
- 1452 sir Geoffrey Feldynge
- 1453 sir John Norman
- 1454 sir Stephen Forster
- 1455 sir William Marlowe
- 1456 sir Thomas Canynges
- 1457 sir Geoffrey Boleyn
- 1458 sir Thomas Scott
- 1459 sir William Hulyn
- 1460 sir Richard Leigh
- 1461 sir Hugh Wiche
- 1462 sir Thomas Cooke
- 1463 sir Matthew Philip
- 1464 sir Ralph Josselyn
- 1465 sir Ralph Verney
- 1466 sir John Yonge
- 1467 sir Thomas Oulegrave
- 1468 sir William Taillour
- 1469 sir Richard Leigh
- 1470 sir John Stockton
- 1471 sir William Edward
- 1472 sir William Hampton
- 1473 sir John Tate
- 1474 sir Robert Drope
- 1475 sir Robert Bassett
- 1476 sir Ralph Josselyn
- 1477 sir Humphrey Hayford
- 1478 sir Richard Gardiner
- 1479 sir Bartholomew James
- 1480 sir John Browne
- 1481 sir William Haryot
- 1482 sir Edmund Shaa
- 1483 sir Robert Billesdon
- 1484 sir Thomas Hill
- 1485 sir William Stokker
- 1485 sir John Warde
- 1485 sir Hugh Bryce
- 1486 sir Henry Colet
- 1487 sir William Horne
- 1488 sir Robert Tate
- 1489 sir William White
- 1490 sir John Mathewe
- 1491 sir Hugh Clopton
- 1492 sir William Martyn
- 1493 sir Ralp Astly
- 1494 sir Richard Chawry
- 1495 sir Henry Colet
- 1496 sir John Tate
- 1497 sir William Purchase
- 1498 sir John Percyvale
- 1499 Nicholas Ailwyn
- 1500 sir William Remyngton
- 1501 sir John Shaa
- 1502 sir Bartholomew Rede
- 1503 sir William Capel
- 1504 sir John Wyngar
- 1505 sir Thomas Kneseworth
- 1506 sir Richard Haddon
- 1507 sir William Browne
- 1508 sir Lawrence Aylmer
- 1508 sir Stephen Jenyns
- 1509 sir Thomas Bradbury
- 1510 sir William Capel
- 1510 sir Henry Kebyll
- 1511 sir Roger Achleley
- 1512 sir William Copynger
- 1513 sir Richard Haddon
- 1513 sir William Browne
- 1514 sir John Tate
- 1514 sir George Monoux
- 1515 sir William Boteler
- 1516 John Rest
- 1517 sir Thomas Exmewe
- 1518 sir Thomas Mirfyn
- 1519 sir James Yarford
- 1520 sir John Brydges
- 1521 sir John Milburne
- 1522 sir John Mundy
- 1523 sir Thomas Baldry
- 1524 sir William Bayley
- 1525 sir John Alleyn
- 1526 sir Thomas Seymour
- 1527 sir James Spencer
- 1528 sir John Rudstone
- 1529 sir Ralph Dodmer
- 1530 sir Thomas Pargiter
- 1531 sir Nicholas Lombard
- 1532 sir Stephen Pecocke
- 1533 sir Christopher Askew
- 1534 sir John Champneys
- 1535 sir John Alleyn
- 1536 sir Ralph Warren
- 1537 sir Richard Gresham
- 1538 sir William Forman
- 1539 sir William Holles
- 1540 sir William Roche
- 1541 sir Michael Dormer
- 1542 sir John Coates
- 1543 sir William Bowyer
- 1544 sir Ralph Warren
- 1544 sir William Laxton
- 1545 sir Martin Bowes
- 1546 sir Henry Huberthorn
- 1547 sir John Gresham
- 1548 sir Henry Amcotes
- 1549 sir Rowland Hill
- 1550 sir Andrew Judd
- 1551 sir Richard Dobbs
- 1552 sir George Barne
- 1553 sir Thomas White
- 1554 sir John Lyon
- 1555 sir William Garrard
- 1556 sir Thomas Offley
- 1557 sir Thomas Curtis
- 1558 sir Thomas Leigh
- 1559 sir William Hewett
- 1560 sir William Chester
- 1561 sir William Harpur
- 1562 sir Thomas Lodge
- 1563 sir John Whyte
- 1564 sir Richard Malorye
- 1565 sir Richard Champyon
- 1566 sir Christopher Draper
- 1567 sir Roger Martyn
- 1568 sir Thomas Rowe
- 1569 sir Alexander Avenon
- 1570 sir Rowland Hayward
- 1571 sir William Allen
- 1572 sir Lionel Duckett
- 1573 sir John Ryvers
- 1574 sir James Hawes
- 1575 sir Ambrose Nicholas
- 1576 sir John Langley
- 1577 sir Thomas Ramsay
- 1578 sir Richard Pype
- 1579 sir Nicholas Woodroffe
- 1580 sir John Branche
- 1581 sir James Hervey
- 1582 sir Thomas Blanke
- 1583 sir Edward Osborne
- 1584 sir Thomas Pullyson
- 1585 sir Wolstan Dixie
- 1586 sir George Barne
- 1587 sir George Bond
- 1588 sir Martin Calthorp
- 1589 sir Richard Martin
- 1589 sir John Harte
- 1590 sir John Allot
- 1591 sir Rowland Heyward
- 1591 sir William Webbe
- 1592 sir William Rowe
- 1593 sir Cuthbert Buckell
- 1594 sir Richard Martin
- 1594 sir John Spencer
- 1595 sir Stephen Slaney
- 1596 Thomas Skinner
- 1596 sir Henry Billingsley
- 1597 Richard Saltonstall
- 1598 sir Stephen Soame
- 1599 sir Nicholas Mosley
- 1600 sir William Ryder
- 1601 sir John Gerard
- 1602 sir Robert Leigh
- 1603 sir Thomas Bennet
- 1604 sir Thomas Lowe
- 1605 sir Leonard Halliday
- 1606 sir John Watts
- 1607 sir Henry Rowe
- 1608 sir Humphrey Weld
- 1609 sir Thomas Cambell
- 1610 sir William Craven
- 1611 sir James Pemberton
- 1612 sir John Swynnerton
- 1613 sir Thomas Middleton
- 1614 sir Thomas Hayes
- 1615 sir John Jolles
- 1616 sir John Leman
- 1617 sir George Bolles
- 1618 sir Sebastian Hervey
- 1619 sir William Cockayne
- 1620 sir Francis Jones
- 1621 sir Edward Barkham
- 1622 sir Peter Proby
- 1623 sir Martin Lumley
- 1624 sir John Gore
- 1625 sir Allen Cotton
- 1626 sir Cuthbert Hacket
- 1627 sir Hugh Hammersley
- 1628 sir Richard Deane
- 1629 sir James Cambell
- 1630 sir Robert Ducie
- 1631 sir George Whitmore
- 1632 sir Nicholas Rainton
- 1633 sir Ralph Freeman
- 1634 sir Thomas Moulson
- 1634 sir Robert Parkhurst
- 1635 sir Christopher Clitherow
- 1636 sir Edward Bromfield
- 1637 sir Richard Fenn
- 1638 sir Maurice Abbot
- 1639 sir Henry Garraway
- 1640 sir Edmund Wright
- 1641 sir Richard Gurney
- 1642 sir Isaac Penington
- 1643 sir John Wollaston
- 1644 sir Thomas Atkyns
- 1645 sir Thomas Adams
- 1646 sir John Gayre
- 1647 sir John Warner
- 1648 sir Abraham Reynardson
- 1649 sir Thomas Andrewes
- 1649 sir Thomas Foote
- 1650 sir Thomas Andrewes
- 1651 sir John Kendrick
- 1652 John Fowke
- 1653 sir Thomas Vyner
- 1654 sir Christopher Packe
- 1655 sir John Dethick
- 1656 sir Robert Tichborne
- 1657 sir Richard Chiverton
- 1658 sir John Ireton
- 1659 sir Thomas Allen
- 1660 sir Richard Browne
- 1661 sir John Frederick
- 1662 sir John Robinson
- 1663 sir Anthony Bateman
- 1664 sir John Lawrence
- 1665 sir Thomas Bloodworth
- 1666 sir William Bolton
- 1667 sir William Peake
- 1668 sir William Turner
- 1669 sir Samuel Starling
- 1670 sir Richard Ford
- 1671 sir George Waterman
- 1672 sir Robert Hanson
- 1673 sir William Hooker
- 1674 sir Robert Viner
- 1675 sir Joseph Sheldon
- 1676 sir Thomas Davies
- 1677 sir Francis Chaplin
- 1678 sir James Edwards
- 1679 sir Robert Clayton
- 1680 sir Patience Ward
- 1681 sir John Moore
- 1682 sir William Prichard
- 1683 sir Henry Tulse
- 1684 sir James Smyth
- 1685 sir Robert Geffery
- 1686 sir John Peake
- 1687 sir John Shorter
- 1688 sir John Eyles
- 1688 sir John Chapman
- 1689/90 sir Thomas Pilkington
- 1691 sir Thomas Stampe
- 1692 sir John Fleet
- 1693 sir William Ashurst
- 1694 sir Thomas Lant
- 1695 sir John Houblon
- 1696 sir Edward Clarke
- 1697 sir Humphrey Edwin
- 1698 sir Francis Child
- 1699 sir Richard Levett
- 1700 sir Thomas Abney
- 1701 sir William Gore
- 1702 sir Samuel Dashwood
- 1703 sir John Parsons
- 1704 sir Chnen Buckingham
- 1705 sir Thomas Rawlinson
- 1706 sir Robert Bedingfeld
- 1707 sir William Withers
- 1708 sir Charles Duncombe
- 1709 sir Samuel Garrard
- 1710 sir Gilbert Heathcote
- 1711 sir Robert Beachcroft
- 1712 sir Richard Hoare
- 1713 sir Samuel Stanier
- 1714 sir William Humfreys
- 1715 sir Charles Peers
- 1716 sir James Bateman
- 1717 sir William Lewen
- 1718 sir John Ward
- 1719 sir George Thorold
- 1720 sir John Fryer
- 1721 sir William Stewart
- 1722 sir Gerard Conyers
- 1723 sir Peter Delme
- 1724 sir George Merttins
- 1725 sir Francis Forbes
- 1726 sir John Eyles
- 1727 sir Edward Becher
- 1728 sir Robert Baylis
- 1729 sir Robert Brocas
- 1730 Humphrey Parsons
- 1731 sir Francis Child
- 1732 John Barber
- 1733 sir William Billers
- 1734 sir Edward Bellamy
- 1735 sir John Williams
- 1736 sir John Thompson
- 1737 sir John Bamard
- 1738 Micajah Perry
- 1739 sir John Salter
- 1740 Humphrey Parsons
- 1741 sir Daniel Lambert
- 1741 sir Robert Godschall
- 1742 George Heathcote
- 1742 sir Robert Willimott
- 1743 sir Robert Westley
- 1744 sir Henry Marshall
- 1745 sir Richard Hoare
- 1746 William Benn
- 1747 sir Robert Ladbroke
- 1748 sir William Calvert
- 1749 sir Samuel Pennant
- 1750 John Blachford
- 1750 Francis Cockayne
- 1751 Thomas Winterbottom
- 1752 Robert Alsop
- 1752 sir Crisp Gascoyne
- 1753 Edward Ironside
- 1753 sir Thomas Rawlinson
- 1754 Stephen T. Janssen
- 1755 Slingsby Bethell
- 1756 Marshe Dickinson
- 1757 sir Charles Asgill
- 1758 sir Richard Glyn
- 1759 sir Thomas Chitty
- 1760 sir Matthew Blakiston
- 1761 sir Samuel Fludyer
- 1762 sir William Beckford
- 1763 William Bridgen
- 1764 sir William Stephenson
- 1765 George Nelson
- 1766 sir Robert Kite
- 1767 hon. Thomas Harley
- 1768 Samuel Turner
- 1769 sir William Beckford
- 1770 Barlow Trecothick
- 1770 Brass Crosby
- 1771 William Nash
- 1772 James Townsend
- 1773 Frederick Bull
- 1774 John Wilkes
- 1775 John Sawbridge
- 1776 sir Thomas Hallifax
- 1777 sir James Esdaile
- 1778 Samuel Plumbe
- 1779 Brackley Kennett
- 1780 sir Watkin Lewes
- 1781 sir William Plomer
- 1782 Nathaniel Newnham
- 1783 Robert Peckham
- 1784 Richard Clark
- 1785 Thomas Wright
- 1786 Thomas Sainsbury
- 1787 John Burnell
- 1788 William Gill
- 1789 William Pickett
- 1790 John Boydell
- 1791 sir John Hopkins
- 1792 sir James Sanderson
- 1793 sir Paul le Mesurier
- 1794 rt hon. Thomas Skinner
- 1795 sir William Curtis
- 1796 sir Brook Watson
- 1797 sir John Anderson
- 1798 sir Richard Glyn
- 1799 Harvey Christian Combe
- 1800 sir William Staines
- 1801 sir John Eamer
- 1802 sir Charles Price
- 1803 sir John Perring
- 1804 Peter Perchard
- 1805 sir James Shaw
- 1806 sir William Leighton
- 1807 John Ansley
- 1808 sir Charles Flower
- 1809 Thomas Smith
- 1810 Joshua Smith
- 1811 sir Claudius Hunter
- 1812 George Scholey
- 1813 sir William Domville
- 1814 Samuel Birch
- 1815/16 sir Matthew Wood
- 1817 Christopher Smith
- 1818 John Atkins
- 1819 George Bridges
- 1820 John Thomas Thorp
- 1821 Christopher Magnay
- 1822 sir William Heygate
- 1823 Robert Waithman
- 1824 John Garratt
- 1825 William Venables
- 1826 Anthony Brown
- 1827 Matthias Prime Lucas
- 1828 William Thompson
- 1829 John Crowder
- 1830 sir John Key (kadencja dwuletnia)
- 1832 sir Peter Laurie
- 1833 Charles Farebrother
- 1834 Henry Winchester
- 1835 William Taylor Copeland
- 1836 Thomas Kelly
- 1837 sir John Cowan
- 1838 Samuel Wilson
- 1839 sir Chapman Marshall
- 1840 Thomas Johnson
- 1841 sir John Pirie
- 1842 John Humphrey
- 1843 sir William Magnay
- 1844 Michael Gibbs
- 1845 John Johnson
- 1846 sir George Carroll
- 1847 John Kinnersley Hooper
- 1848 sir James Duke
- 1849 Thomas Farncomb
- 1850 sir John Musgrove
- 1851 William Hunter
- 1852 Thomas Challis
- 1853 Thomas Sidney
- 1854 sir Francis Moon
- 1855 sir David Salomons
- 1856 Thomas Finnis
- 1857 sir Robert Carden
- 1858 David Wire
- 1859 John Carter
- 1860/61 William Cubitt
- 1862 sir William Rose
- 1863 sir William Lawrence
- 1864 Warren Hale
- 1865 sir Benjamin Phillips
- 1866 sir Thomas Gabriel
- 1867 William Allen
- 1868 sir James Lawrence
- 1869 Robert Besley
- 1870 sir Thomas Dakin
- 1871 sir Sills Gibbons
- 1872 sir Sydney Waterlow
- 1873 sir Andrew Lusk
- 1874 David Stone
- 1875 sir William Cotton
- 1876 sir Thomas White
- 1877 sir Thomas Owden
- 1878 sir Charles Whetham
- 1879 sir Francis Truscott
- 1880 sir William McArthur
- 1881 sir John Ellis
- 1882 sir Henry Knight
- 1883 sir Robert Fowler
- 1884 George Nottage
- 1885 sir Robert Fowler
- 1885 sir John Staples
- 1886 sir Reginald Hanson
- 1887 sir Polydore de Keyser
- 1888 sir James Whitehead
- 1889 sir Henry Isaacs
- 1890 sir Joseph Savory
- 1891 sir David Evans (Haberdasher)
- 1892 sir Stuart Knill (Goldsmith)
- 1893 sir George Tyler (Stationer)
- 1894 sir Joseph Renals (Spectacle Maker)
- 1895 sir Walter Wilkin (Broderer)
- 1896 sir George Faudel-Phillips (Stationer)
- 1897 sir Horatio Davies (Spectacle Maker)
- 1898 sir John Moore (Loriner)
- 1899 sir Alfred Newton (Fanmaker)
- 1900 sir Frank Green (Glazier)
- 1901 sir Joseph Dimsdale (Grocer)
- 1902 viscount Bearsted (Spectacle Maker)
- 1903 sir James Ritchie (Shipwright)
- 1904 sir John Pound (Leatherseller)
- 1905 sir Walter Morgan (Cutler)
- 1906 sir William Treloar (Loriner)
- 1907 sir John Bell (Haberdasher)
- 1908 sir George Truscott (Stationer)
- 1909 sir John Knill (Goldsmith)
- 1910 sir Vezey Strong (Stationer)
- 1911 sir Thomas Crosby (Turner)
- 1912 sir David Burnett (Loriner)
- 1913 sir Vansittart Bowater (Girdler)
- 1914 sir Charles Johnston (Innholder)
- 1915 viscount Wakefield (Haberdasher)
- 1916 sir William Dunn (Wheelwright)
- 1917 sir Charles Hanson (Pattenmaker)
- 1918 lord Marshall of Chipstead (Stationer)
- 1919 sir Edward Cooper (Musician)
- 1920 sir James Roll (Horner)
- 1921 sir John Baddeley (Framework Knitter)
- 1922 sir Edward Moore (Fruiterer)
- 1923 sir Louis Newton (Loriner)
- 1924 sir Alfred Bower (Vintner)
- 1925 sir William Pryke (Painter-Stainer)
- 1926 lord Ebbisham (Gardener)
- 1927 sir Charles Batho (Pavior)
- 1928 sir Kynaston Studd (Fruiterer)
- 1929 sir William Waterlow (Stationer)
- 1930 sir William Neal (Horner)
- 1931 sir Maurice Jenks (Haberdasher)
- 1932 sir Percy Greenaway (Stationer)
- 1933 sir Charles Collett (Glover)
- 1934 sir Stephen Killik (Fanmaker)
- 1935 sir Percy Vincent (Gold & Silver Wyre Drawer)
- 1936 lord Broadbridge (Loriner)
- 1937 sir Harry Twyford (Framework Knitter)
- 1938 sir Frank Bowater (Girdler)
- 1939 sir William Coxen (Cordwainer)
- 1940 sir George Wilkinson (Stationer)
- 1941 sir John Laurie (Saddler)
- 1942 sir Samuel Joseph (Cutler)
- 1943 sir Frank Newson-Smith (Turner)
- 1944 sir Frank Alexander (Shipwright)
- 1945 sir Charles Davis (Fanmaker)
- 1946 sir Bracewell Smith (Spectacle Maker)
- 1947 sir Frederick Wells (Carman)
- 1948 sir George Aylwen (Merchant Taylor)
- 1949 sir Frederick Rowland (Horner)
- 1950 sir Denys Lowson (Grocer)
- 1951 sir Leslie Boyce (Loriner)
- 1952 sir Rupert de la Bère (Skinner)
- 1953 sir Noël Bowater (Vintner)
- 1954 sir Seymour Howard (Gardener)
- 1955 sir Cuthbert Ackroyd (Carpenter)
- 1956 sir Cullum Welch (Haberdasher)
- 1957 sir Denis Truscott (Stationer)
- 1958 sir Harold Gillett (Basketmaker)
- 1959 sir Edmund Stockdale (Carpenter)
- 1960 sir Bernard Waley-Cohen (Clothworker)
- 1961 sir Frederick Hoare (Spectacle Maker)
- 1962 sir Ralph Perring (Tin Plate Worker)
- 1963 sir James Harman (Painter-Stainer)
- 1964 sir James Miller (Coachmaker)
- 1965 sir Lionel Denny (Vintner)
- 1966 sir Robert Bellinger (Broderer)
- 1967 sir Gilbert Inglefield (Haberdasher)
- 1968 sir Charles Trinder (Fletcher)
- 1969 sir Ian Bowater (Haberdasher)
- 1970 sir Peter Studd (Merchant Taylor)
- 1971 sir Edward Howard (Gardener)
- 1972 lord Mais (Pavior)
- 1973 sir Hugh Wontner (Feltmaker)
- 1974 sir Murray Fox (Wheelwright)
- 1975 sir Lindsay Ring (Armourer)
- 1976 sir Robin Gillett (Master Mariner)
- 1977 hon. sir Peter Vanneck (Gunmaker)
- 1978 sir Kenneth Cork (Horner)
- 1979 sir Peter Gadsden (Clothworker)
- 1980 sir Ronald Gardner-Thorpe (Painter-Stainer)
- 1981 sir Christopher Leaver (Carman)
- 1982 sir Anthony Jolliffe (Painter-Stainer)
- 1983 dame Mary Donaldson (Gardener)
- 1984 sir Alan Traill (Cutler)
- 1985 sir Allan Davis (Painter-Stainer)
- 1986 sir David Rowe-Ham (Wheelwright)
- 1987 sir Greville Spratt (Ironmonger)
- 1988 sir Christopher Collett (Glover)
- 1989 sir Hugh Bidwell (Grocer)
- 1990 sir Alexander Graham (Mercer)
- 1991 sir Brian Jenkins (Accountant)
- 1992 sir Francis McWilliams (Loriner)
- 1993 sir Paul Newall (Baker)
- 1994 sir Christopher Walford (Playing Card Maker)
- 1995 sir John Chalstrey (Barber-Surgeon)
- 1996 sir Roger Cork (Bowyer)
- 1997 sir Richard Nichols (Salter)
- 1998 lord Levene of Portsoken (Carman)
- 1999 sir Clive Martin (Stationer)
- 2000 sir David Howard (Gardener)
- 2001 sir Michael Oliver (Ironmonger)
- 2002 sir Gavyn Arthur (Wax Chandler)
- 2003 sir Robert Finch (Solicitor)
- 2004 sir Michael Savory (Poulter)
- 2005 sir David Brewer (Merchant Taylor)
- 2006 sir John Stuttard (Plumber)
- 2007 sir David Lewis (Solicitor)
- 2008 Ian Luder (Cooper)
- 2009 Nick Anstee (Butcher)
- 2010 sir Michael Bear (Pavior)
- 2011 sir David Wootton (Fletcher)
- 2012 sir Roger Gifford (Musician)
- 2013 dame Fiona Woolf (Solicitor)
- 2014 sir Alan Yarrow (Fishmonger)
- 2015 lord Mountevans (Shipwright)
- 2016 sir Andrew Parmley (Musician)
- 2017 sir Charles Bowman (Grocer)
- 2018 sir Peter Estlin (Banker)
- 2019/20 sir William Russell (Haberdasher; kadencja dwuletnia)
- 2021 Vincent Keaveny (Woolman)
- 2022 sir Nicholas Lyons (Insurer)
- 2023 Michael Mainelli (World Trader)
- 2024 Alastair King (Insurer)